# ORCA (организација)
Организација за поштовање и бригу о животињама – ORCA, је организација цивилног друштва која помаже људима да брину о природи и добробити животиња како би остварили лични, економски и друштвени развој. Своју мисију, у Србији и на Западном Балкану, остварује кроз јавно заступање, истраживање, образовање и праћење примене политика и прописа. Кроз јавно заступање ORCA утиче на усвајање бољих закона, њихово спровођење и промену културе друштва у односу на природу и животиње.
ORCA је основана 28. новембра 2000. године на Факултету Ветеринарске медицине у Београду, од стране групе ентузијаста, а данас је позната и снажна организација цивилног друштва која је истовремено и чланица најзначајнијих међународних тела за заштиту животиња:
- Мреже за опстанак врста – SSN;
- Централно-источноевропске мреже за унапређивање биодиверзитета – CEEweb for Biodiversity
- Платформе за добробит животиња, саветодавног тела европске комисије[2]
- Европског форума за заштиту природе и пасторализам EFNCP
- Саветодавног одбора EUROBATS
- Европске групе за животиње Eurogroup for Animals

## Чиме се ORCA бави
ORCA свој рад усмерава на:
- ЖИВОТИЊЕ које треба да живе живот без бола, патње и стреса које им може нанети човек;
- ПРИРОДУ која нам обезбеђује храну, воду, плодно земљиште и друге ресурсе на које сви имају једнако право;
- ЉУДЕ чије благостање зависи од очуване природе и добробити животиња

#### У сарадњи са партнерима и донаторима ОRCA јавно заступа унапређивање многих прописа и пракси. Неки од њих су:
- ЗАШТИТА ПРИРОДЕ У ПОЉОПРИВРЕДНОМ ПРЕДЕЛУ: ORCA је лидер конзорцијума регионалног пројекта "Одржива пољопривреда за одрживи Балкан"[3] који помаже да се на Западном Балкану развије политика заштите природе и добробити животиња у пољопривредном пределу.
- СПРОВОЂЕЊЕ ПРОПИСА: ОRCA је иницирала рад координационог тела за спровођење закона који се односе на заштиту природе и добробит животиња[4].
- ORCA СТАНДАРДИ ДОБРОБИТИ ФАРМСКИХ ЖИВОТИЊА: ORCA развија стандарде добробити фармских животиња[5] како би се унапредили квалитет и безбедност хране, права потрошача, али и економски положај фармера.
- ORCA МОДЕЛ "ПО МЕРИ ЧОВЕКА И ПСА": Јединствен модел за трајно решавање проблема напуштених паса, намењен за општине и градове[6]. Применом овог модела и у сарадњи са локалним самоуправама, ORCA израђује план, односно програм контроле популације напуштених паса, прилагођен специфичностима локалне средине и у складу са стандардима Светске организације за здравље животиња (ОEI).
- ПРЕВЕНЦИЈА И ЗАШТИТА ОД НАСИЉА: Обезбеђена је широка стручна и научна подршка да се злостављање животиња[7] препозна као део шире слика насиља у друштву и укључи у стратегије, законе и протоколе за поступање надлежних органа који су посвећени превенцији и заштити жртава насиља.
- УСТАВ И ЖИВОТИЊЕ: Сакупљено је преко 100.000 потписа грађана за иницијативу да се у текст Устава Републике Србије укључи добробит животиња[8].
- ДЕЧЈИ КЛУБ ORkiCA: ORkiCA је дечји клуб који је основан са циљем да деци обезбеди безбедно место за дружење, игру, истраживање природе и едукацију о животињама. Фокус дечјег клуба је развијање кративности, маште, емпатије, социјалних вештина и моралних вредности деце, кроз посебно осмишљене креативне радионице, акције и излете.[9]

## Досадашњи резултати
Од почетка свог постојања, ORCA настоји да кроз сарадњу са државном управом, интензивну комуникацију са грађанима и вођење медијских кампања, непрестано скреће пажњу јавности на значај заштите добробити животиња и заштите природе.

### Најзначајнији успеси
- ЗАКОН О ДОБРОБИТИ ЖИВОТИЊА: Израђен је на основу ORCA нацрта. Овај закон поставља темеље добробити свих животиња које зависе од бриге човека и представља прекретницу у односу људи према животињама у Србији[4].
- РАЗВОЈ СВЕСТИ О ЗНАЧАЈУ ЗАШТИТЕ И ДОБРОБИТИ ЖИВОТИЊА: Један је од општих циљева образовања и васпитања у Србији, настао као резултат програма "ORCA образовање". Захваљујући овом програму ђаци данас у вртићима и школама у Србији уче шта је добробит животиња и како се она штити[10]. Овај програм је укључио и систематску обука преко 2.000 наставника и васпитача кроз семинар „Добробит животиња и ми“, акредитован од стране Завода за унапређивање образовања и васпитања Републике Србије[11].
- 10 ORCA ПРОТОКОЛА: Према којима ветеринарски инспектори процењују добробит фармских животиња. Протоколи обухватају мере које су засноване на посматрању понашања животиње, односно њеног физичког и психичког стања (не само окружења у ком живи). Србија је прва земља у Европи која је званично увела овакве протоколе.
- СТРОЖИ РЕЖИМ ЗАШТИТЕ ЗА РИЂЕГ РИСА: Република Србија је на иницијативу ORCA узела активно учешће у заштити угрожених дивљих животињских и биљних врста на конференцијама земаља потписница CITES конвенције[12].
- ЗЛОСТАВЉАЊЕ, УБИЈАЊЕ И БОРБЕ ЖИВОТИЊА СУ ДАНАС КРИВИЧНО ДЕЛО кажњиво законом у Србији и у Црној Гори, захваљујући дугогодишњим кампањама ORCA.[7]
- ПОДРШКА РАЗВОЈУ ОРГАНИЗАЦИЈА ЦИВИЛНОГ ДРУШТВА ЗАПАДНОГ БАЛКАНА: Као лидер регионалног конзорцијума ORCA пружа подршку и финансира пројекте организација цивилног друштва из Албаније, Црне Горе, Македоније и Србије, усмерених на јавно заступање у области одрживе пољопривреде и заштите природе.[13]
- ИЗРЕЧЕНА ПРВА ЗАТВОРСКА КАЗНА ЗА УБИСТВО ЖИВОТИЊЕ у историји српског правосуђа као последица дугорочног заступања, као и узимања активног учешћа у судском процесу од стране ORCA;[7]

Ови успеси, резултат су истрајног рада читавог ORCA тима, али и значајне подршке и све већег интересовања грађана за заштиту добробити животиња. Међу многим ORCA пројектима истичу се следећи:
- Пројекат „Нисам луталица, ја сам напуштен“ (2003.) подржан од стране Светског удружења за заштиту животиња (WSPA).
- Пројекат „Животиње у фокусу“ (2005.), подржан од стране Британског краљевског удружења за спречавање суровости према животињама (RSPCA).
- Пројекат „Инфо центар за заштиту животиња“ (2007.), подржан од стране Града Београда.
- Пројекат "Образовање и васпитање о добробити животиња, за људе, животиње и животну средину" (2009.), подржан од стране USAID.
- Пројекат "e-CEETES: Мониторинг интернет трговине дивљим врстама у земљама централне и источне Европе" (2011.), подржан од стране Међународне фондације за добробит животиња IFAW.
- Пројекат "Стандарди добробити животиња" (2012.), подржан од стране Европске уније.
- Пројекат "Заштита слепих мишева у пољопривредним пределима" (2013.), подржан од стране Рафорд фондације.[15]
- Пројекат "Добробит за све" (2014.), подржан од стране Европске уније и Аустријске развојне агенције[16].
- Пројекат "Одржива пољопривреда за одрживи Балкан" (2016.), подржан од стране Европске уније.[17]

## ORCA у бројкама
- Прикупљено преко 100.000 потписа за уставно уређење добробити животиња.
- Саветовано преко 10.000 грађана (електронска пошта, инфо телефон, саветовалиште, штандови).
- Обрађено преко 450 пријава против злостављања животиња.
- Одржано око 150 промотивних акција.
- Покренуто 8 кампања:

- „Закон решава Хаос!" (правна заштита животиња);
- „Нисам луталица, ја сам напуштен“ (пси и мачке луталице);
- „миш или Миш?" (огледне животиње);
- „Зелена патрола решава Хаос“ (дивље животиње);
- „Да их не Окрзну!" (крзнашице);
- „Буди друг, заштити их знањем“ (образовање о добробити животиња);
- „Буди човек према животињама“ (одговорно власништво);
- „Они нису изабрали живот с друге стране закона“ (правна заштита животиња).

- Организовано преко 180 штандова са циљем информисања и едукације грађана, удомљавања животиња и прикупљања добровољних прилога.
- Организовано 84 трибине широм Србије.
- Одржано 350 радионице у предшколским установама и основним школама.
- Преко 2000 деце и младих учествовало у раду клуба ORkiCA.
- Удомљено 1050 напуштених животиња.
- Стерилисано 276 паса и 70 мачака за време рада Центра за стерилизацију 2002 и 2003. године.
- Спасено 10 срна.
- Организоване изложбе, ликовни и фото конкурси.
- Одржано стотине састанака са политичарима и представицима различитих домаћих и страних владиних, односно невладиних организација.